# James Hilton
James Hilton (Lancashire, 9 de setembro de 1900 — Long Beach, 20 de dezembro de 1954) foi um escritor inglês de romances e roteiros para o cinema. Sua obra de maior destaque é o romance de 1933 Lost Horizon (Horizonte Perdido), em que idealiza o mito de Shangri-La.

## Biografia
Nasceu em Leigh, Lancashire, Inglaterra, a 9 de setembro de 1900, e morreu em Long Beach, Califórnia, EUA, a 20 de dezembro de 1954. Realizou os primeiros estudos em Londres, onde seu pai era mestre-escola e, em 1921, formou-se em história pela Universidade de Cambridge. Mas na adolescência já revelava marcante inclinação literária, escrevendo seu primeiro romance, Catherine Herself (1920), com apenas dezessete anos de idade. Escrevia também uma apreciada coluna semanal para o jornal universitário Iris Independent. Saindo da Universidade, passou a colaborar em vários jornais e continuou a escrever romances, pretendendo uma carreira de sucesso no mundo literário. Publicou seu segundo romance, E Agora Adeus (And Now Goodbye), em 1931, conseguindo uma discreta acolhida do público e da crítica. Mas o verdadeiro sucesso veio com Adeus Mr. Chips (Goodbye Mr. Chips), em 1934, romance sobre um velho professor, narrado de maneira singela e despretensiosa. O sucesso trouxe a redescoberta de outros romances escritos anteriormente, principalmente Fúria no Céu (Rage in Heaven, 1932) e Horizonte Perdido (Lost Horizon, 1933).
Este último, um verdadeiro best-seller, fala simbolicamente da ambição humana e do ideal de paz e sabedoria, tal como se manifesta no reino de Shangri-La. Combinando habilmente aventura com uma bela mensagem, o romance recebeu o prêmio Hawthorden. Em 1935, Hilton partiu para Hollywood, onde permaneceu até o final de sua vida, escrevendo roteiros originais e adaptações cinematográficas de seus próprios romances. Tornou-se figura extremamente popular nos Estados Unidos, não somente por seus livros e filmes, mas também por artigos em revistas, críticas literárias e aparições no rádio. Excelente narrador, sobre ele disse um crítico do The New York Times: "Poderia contar uma história absorvente e excitante sobre quase nada". Hilton escreveu muitos romances. Além dos já citados, destacam-se ainda: O Amor Nasceu do Ódio (Knight Without Armour, 1933), Não Estamos Sós (We Are Not Alone, 1937), Na Noite do Passado (Random Harvest, 1941), Aquele Dia Inesquecível (So Well Remembered, 1945)  e Jornada Matutina (Morning Journey, 1951). Entre seus trabalhos para o cinema destacam-se a narração para Madame Curie (1943) e o roteiro de A Dama das Camélias (1956), além das adaptações que fez para seus próprios romances, a maioria deles levados à tela com grande sucesso.